# Premierzy Lesotho

## Premierzy Lesotho
| Osoba | Osoba   | Osoba                           | Kadencja             | Kadencja             | Partia polityczna                                                                |
| #     | Portret | Imię i nazwisko                 | Od                   | Do                   | Partia polityczna                                                                |
| ----- | ------- | ------------------------------- | -------------------- | -------------------- | -------------------------------------------------------------------------------- |
| 1     |         | Nehemia Maseribane (1918–1986)  | 6 maja 1965          | 7 lipca 1965         | Narodowa Partia Basuto                                                           |
| 2     |         | Leabua Jonathan (1914–1987)     | 7 lipca 1965         | 20 stycznia 1986     | Narodowa Partia Basuto                                                           |
| –     |         | Justin Metsing Lekhanya (1938–) | 24 stycznia 1986     | 2 maja 1991          | wojskowy                                                                         |
| –     |         | Elias Phisoana Ramaema (1933–)  | 2 maja 1991          | 2 kwietnia 1993      | wojskowy                                                                         |
| 3     |         | Ntsu Mokhehle (1918–1999)       | 2 kwietnia 1993      | 17 sierpnia 1994     | Kongresowa Partia Basuto                                                         |
| –     |         | Hae Phoofolo (1946?–)           | 17 sierpnia 1994     | 14 września 1994     | bezpartyjny                                                                      |
|       |         | Ntsu Mokhehle (1918–1999)       | 14 września 1994     | 29 maja 1998         | Kongresowa Partia Basuto (do 1997) Kongres Lesotho na rzecz Demokracji (od 1997) |
| (3)   |         | Ntsu Mokhehle (1918–1999)       | 14 września 1994     | 29 maja 1998         | Kongresowa Partia Basuto (do 1997) Kongres Lesotho na rzecz Demokracji (od 1997) |
|       |         | Ntsu Mokhehle (1918–1999)       | 14 września 1994     | 29 maja 1998         | Kongresowa Partia Basuto (do 1997) Kongres Lesotho na rzecz Demokracji (od 1997) |
|       |         | Pakalitha Mosisili (1945–)      | 29 maja 1998         | 8 czerwca 2012       | Kongres Lesotho na rzecz Demokracji (do 2011) Kongres Demokratyczny (od 2011)    |
| 4     |         | Pakalitha Mosisili (1945–)      | 29 maja 1998         | 8 czerwca 2012       | Kongres Lesotho na rzecz Demokracji (do 2011) Kongres Demokratyczny (od 2011)    |
|       |         | Pakalitha Mosisili (1945–)      | 29 maja 1998         | 8 czerwca 2012       | Kongres Lesotho na rzecz Demokracji (do 2011) Kongres Demokratyczny (od 2011)    |
| 5     |         | Tom Thabane (1939–)             | 8 czerwca 2012       | 17 marca 2015        | Konwencja Basotho                                                                |
| (4)   |         | Pakalitha Mosisili (1945–)      | 17 marca 2015        | 16 czerwca 2017      | Kongres Demokratyczny                                                            |
| (5)   |         | Tom Thabane (1939–)             | 16 czerwca 2017      | 20 maja 2020         | Konwencja Basotho                                                                |
| 6     |         | Moeketsi Majoro (1961–)         | 20 maja 2020         | 28 października 2022 | Konwencja Basotho                                                                |
| 7     |         | Sam Matekane (1958–)            | 28 października 2022 | nadal urzęduje       | Rewolucja dla Dobrobytu                                                          |